# Yihe, Fuling
Yihe (kinesiska: 义和) är ett stadsdelsdistrikt i sydvästra Kina. Det ligger i stadsdistriktet Fuling i storstadsområdet Chongqing, omkring 66 kilometer nordost om det centrala stadsdistriktet Yuzhong. 